# Francisco de Abreu Pereira de Meneses
Francisco de Abreu Pereira de Meneses ou Francisco de Abreu Pereira Cirne (Viana do Castelo, 28 de Outubro de 1765), moço fidalgo (1782) e fidalgo cavaleiro da Casa Real, frei na Ordem de São Bento de Avis (1783), Doutor em Leis (1782-83) formado na Universidade de Coimbra, era opositor às cadeiras de leis na mesma universidade, Desembargador "extravagante" e dos Agravos da Casa da Suplicação, Procurador Geral da Ordens e da Fazenda da Casa do Infantado, promotor fiscal das Ordens (1784), no Paço da Rainha, provedor das Capelas e «juiz privativo das Causas da Santa Casa» (de Lisboa) (1793).
Ele e seu tio José Ricalde Pereira de Castro, que eram ambos desembargadores e que tinham estudado no Seminário Patriarcal, assim como, na mesma universidade, organizaram o chamado "culpeiro" para o Tribunal do Santo Ofício, a Inquisição de Lisboa, entre os anos de 1731 a 1767.
Em 1794, fez um discurso económico e político apresentado ao príncipe D. João (futuro D. João VI).
Vivia, em Lisboa, no Palácio de Torel, no jardim de Torel, junto ao Campo de Santana, onde funciona hoje o Centro Galego de Lisboa, da Xunventude de Galicia.

## Dados genealógicos
Era filho de Francisco de Abreu Cirne Pereira de Brito, moço fidalgo, coronel de Infantaria, governador do Castelo de São Tiago Maior da Barra de Viana do Castelo, senhor do vínculo do Paço de Lanheses e de D. Maria Vitória Meneses Bacelar, filha de Manuel Carlos Bacelar, fidalgo escudeiro da Casa Real, 3.º administrador do vínculo da Casa do Carboal, em Covas (Vila Nova de Cerveira).